# زبان ولاتی
ولاتی زبانی از گویش‌های مرکزی ایران است. این گویش گویش اهالی تعدادی از محلات ورنوسفادران خمینی‌شهر، شامل گارسله، باولگان، زاغ‌آباد، کوشکباج و گاردر است، اما در حال حاضر بیشتر اهالی محله گارسله و باولگان از این گویش در مکالمات روزمره استفاده می‌کنند. البته اسفریز خمینی‌شهر هم گویشوران ولاتی دارد که از ورنوسفادران جداست. گویش ولاتی به گویش‌های مختلفی از جمله گویش ورنوسفادرانی، گزی و کلیمی اصفهانی تقسیم می‌شود و لفظ ولایتی هم بعد از اسلام به این زبان اطلاق شده‌است. کاربرد این گویش امروزه کمتر شده و در حال حاضر این گویش در حال فراموشی است. تعدادی از زبانشناسان و مورخان ایرانی و غربی از جمله احسان یارشاطر، حبیب برجیان و اسکار مان این زبان را یکی از زبان‌های فلات مرکزی ایران می‌دانند که بازمانده زبان مادی است، و قدمتی حدود ۳ هزار سال دارد.
گویش ولاتی در نواحی اطراف اصفهان مانند ونداده، رودشت، کوهپایه، هرند، گرکویه، قمشان، گز برخوار،کمشچه برخوار، خورزوق، وانشان، مشکنان، ورزنه، سیان، اژیه، قورتان، و به ویژه شهر ینگ‌آباد(نیک آباد) نیز بکار می‌رود. شاعرانی مثل درویش عباس از شهر گز یا رضا مداحی از شهر کوهپایه و مرتضی امیری از ینگ آباد(نیک آباد) و حاج عباس حیدری از گرکویه و بسیاری دیگر از شاعران بنام این مناطق ولاتی‌سُرا بودند. در محله ورنوسفادران خمینی‌شهر نیز بیش از ده تن از شعرا و ترانه‌سُرایان به این زبان شهر گویش می‌کردند و ترانه سروده‌اند. از جمله طلایی، قیام، اصغر حاج حیدری (خاسته)، سعید بیابانکی، داود حاج حیدری، حسین حاجی هاشمی و غلامرضا مهدی‌پور.

## مادها و زبان ولاتی
اقوام آریایی، پس از ورود از ایرانویج (خلیج فارس امروزی) به فلات ایران همگی به زبان فارسی سخن نمی‌گفتند بلکه هر کدام زبان جداگانه‌ای برای خود داشتند. اولین قوم آریایی که در ایران به قدرت رسید و اولین حکومت ایرانی را تشکیل داد قوم مادها بودند که قلمرو حکومتشان در پهنه‌ای شامل ری، اصفهان، همدان و کرمانشاه گسترده کردند. در برخی از نقاط این نواحی هنوز زبان‌های مادی کمابیش به حیات خود ادامه می‌دهند.